# Борг, Фруйи о
Фру́йи о Борг (фар. Fríði á Borg; род. 6 июня 2003 года в Торсхавне, Фарерские острова) — фарерский футболист, защитник клуба «Б68».

## Клубная карьера
Фруйи является воспитанником академии клуба «Б36». Его дебют во взрослом футболе состоялся в составе второй команды «чёрно-белых»: 11 сентября 2020 года он целиком отыграл встречу с «Хойвуйком» в рамках первого дивизиона. Всего в своём первом сезоне на взрослом уровне Фруйи отыграл 9 игр в первой фарерской лиге. В сезоне-2021 на его счету были 11 сыгранных матчей в первом дивизионе. В 2022 году Фруйи перешёл в «Ундри» и принял участие в 12 встречах первого дивизиона. В сезоне-2023 «Ундри» был поглощён «Хойвуйком», и защитник стал выступать за эту команду в первой лиге Фарерских островов, отыграв в её составе 12 матчей и забив 2 гола.
В декабре 2023 года Фруйи стал игроком тофтирского «Б68». 10 марта 2024 года он дебютировал в фарерской премьер-лиге, заменив Боарура Йенсена на 71-й минуте матча против родного «Б36». В своей 5-й игре за тофтирцев против «КИ» защитник получил перелом ноги и пропустил остаток сезона-2024.

## Международная карьера
26 мая 2021 года Фруйи был впервые вызван главным тренером Сигфруйуром Клементсеном в юношескую сборную Фарерских островов (до 19 лет). Свой единственный матч за эту сборную защитник сыграл в свой 18-й день рождения, выйдя на замену вместо Якупа Вильхельмсена на 77-й минуте товарищеской встречи со сверстниками из Исландии.

## Личная жизнь
Отец Фруйи, Якуп о Борг — в прошлом известный фарерский футболист, ныне тренер. Его мать Суси Сигурбьёрнсдоуттир — бывшая гандболистка. У Фруйи есть младшая сестра Анна и младший брат Сигур.